# Sarah McDonald
Sarah McDonald (Newcastle, 2 de agosto de 1993) es una atleta inglesa, especialista en carreras de media distancia.

## Carrera
En 2016 corrió en el Campeonato Europeo de Atletismo de Ámsterdam (Países Bajos), al que llegó hasta la final de los 1500 metros, quedando novena con 4:34,93 minutos.
Al año siguiente, en el Campeonato Europeo de Atletismo en Pista Cubierta de Belgrado mejoró sus resultados, siendo sexta con un tiempo de 4:13,67 minutos. No obstante, en el siguiente Campeonato Mundial de Atletismo, que tuvo lugar en Londres, no superó las semifinales, quedando novena en su serie, pese a recortar tiempos en los 1500 metros, bajando hasta 4:06,73.
En 2018 representó a Inglaterra en los Juegos de la Mancomunidad que se celebraron en Gold Coast (Australia), donde acabó octava en los 1500 con 4:05,77 minutos.
En 2019 no superaría la primera ronda en el Campeonato Europeo de Atletismo en Pista Cubierta de Glasgow, donde fue tercera en la serie tercera (4:17,64 min.). Más adelante, en el Campeonato Mundial de Atletismo de Doha alcanzó las semifinales en la modalidad, siendo sexta en la primera serie con 4:15,73 minutos.

## Vida personal
Fue patinadora sobre hielo antes de dedicarse al atletismo tras una grave lesión de cadera. Sarah estudió Medicina en la Universidad de Birmingham, donde se trasladó en 2011.
A principios de 2021, McDonald reveló que había sido agredida durante una carrera de entrenamiento en Birmingham. El incidente, en el que un pasajero de un ciclomotor que pasaba por allí le agarró las nalgas, la dejó en "estado de shock".

## Resultados

### Por temporada
| Representando a Reino Unido (así como a Inglaterra) | Representando a Reino Unido (así como a Inglaterra) | Representando a Reino Unido (así como a Inglaterra) | Representando a Reino Unido (así como a Inglaterra) | Representando a Reino Unido (así como a Inglaterra) | Representando a Reino Unido (así como a Inglaterra) |
| --------------------------------------------------- | --------------------------------------------------- | --------------------------------------------------- | --------------------------------------------------- | --------------------------------------------------- | --------------------------------------------------- |
| Año                                                 | Competición                                         | Lugar                                               | Puesto                                              | Modalidad                                           | Marca                                               |
| 2016                                                | Campeonato Europeo de Atletismo                     | Ámsterdam                                           | 9.ª                                                 | 1500 m                                              | 4:34,93 min.                                        |
| 2017                                                | Campeonato Europeo de Atletismo en Pista Cubierta   | Belgrado                                            | 6.ª                                                 | 1500 m                                              | 4:13,67 min.                                        |
| 2017                                                | Campeonato Mundial de Atletismo                     | Londres                                             | 9.ª (SF2)                                           | 1500 m                                              | 4:06,73 min.                                        |
| 2017                                                | Liga de Diamante - Müller Grand Prix                | Birmingham                                          | 13.ª                                                | 1500 m                                              | 4:08,21 min.                                        |
| 2018                                                | Juegos de la Mancomunidad                           | Gold Coast                                          | 8.ª                                                 | 1500 m                                              | 4:05,77 min.                                        |
| 2018                                                | Liga de Diamante - Müller Grand Prix                | Birmingham                                          | 5.ª                                                 | 1500 m                                              | 4:03,17 min.                                        |
| 2019                                                | Campeonato Europeo de Atletismo en Pista Cubierta   | Glasgow                                             | 3.ª (H3)                                            | 1500 m                                              | 4:17,64 min.                                        |
| 2019                                                | Liga de Diamante - Bauhaus-Galan                    | Estocolmo                                           | 5.ª                                                 | 1500 m                                              | 4:11,01 min.                                        |
| 2019                                                | Liga de Diamante - Mohammed VI d'Athletisme         | Rabat                                               | 10.ª                                                | 1500 m                                              | 4:01,50 min.                                        |
| 2019                                                | Liga de Diamante - Anniversary Games                | Londres                                             | 6.ª                                                 | 1500 m                                              | 4:00,46 min.                                        |
| 2019                                                | Campeonato Mundial de Atletismo                     | Doha                                                | 6.ª (SF1)                                           | 1500 m                                              | 4:15,73 min.                                        |

### Mejores marcas
| Disciplina                   | Marca         | Lugar      | Fecha                 |
| ---------------------------- | ------------- | ---------- | --------------------- |
| 800 metros (exterior)        | 1:59,91 min.  | Tipton     | 13 de agosto de 2019  |
| 800 metros (pista cubierta)  | 2:12,57 min.  | Sheffield  | 13 de enero de 2013   |
| 1000 metros (exterior)       | 2:38,49 min.  | Gotemburgo | 11 de julio de 2017   |
| 1000 metros (pista cubierta) | 2:39,53 min.  | Birmingham | 18 de febrero de 2017 |
| 1500 metros (exterior)       | 4:00,46 min.  | Londres    | 20 de julio de 2019   |
| 1500 metros (pista cubierta) | 4:07,62 min.  | Boston     | 10 de febrero de 2018 |
| 3000 metros (pista cubierta) | 10:13,62 min. | Sheffield  | 18 de enero de 2015   |